# Gymnocarpium robertianum
Gymnocarpium robertianum (Hoffm.) Newman, 1851 è una felce appartenente alla famiglia delle Cystopteridaceae.

## Etimologia
Il nome del genere  deriva dal greco ghimnòs (nudo) e karpòs (frutto), per avere i sori non ricoperti dalla membrana di protezione (indusio).

## Descrizione
Pianta perenne, con foglie lunghe 30–60 cm, a contorno triangolare minutamente glandulose sulla pagina inferiore e al margine; piccioli nerastri e ramificati; elementi di 2º ordine profondamente incisi e incompletamente divisi; sori tra loro più o meno confluenti. Periodo di sporificazione: giugno - settembre.

## Distribuzione e habitat
Si trova, seppur poco comunemente, nelle faggete fresche e sulle rocce fino a 1800 m, nei principali gruppi montuosi.